# Ernst Praetorius
Ernst Praetorius (* 20. September 1880 in Berlin; † 27. März 1946 in Ankara) war ein deutscher Dirigent, Generalmusikdirektor, Hochschullehrer und Musikhistoriker.

## Biographie
Ernst Praetorius war der Sohn des Orientalisten Franz Praetorius und seiner Frau Johanna Praetorius, geb. Blanck. Schon früh erhielt er Geigenunterricht (1887–1892 bei Emil Köhler in Breslau, 1892–1899 bei Arno Helf in Leipzig), dazu Kompositionsunterricht bei Otto Reubke in Halle. Neben ihrer praktischen Ausübung befasste Praetorius sich auch theoretisch mit der Musik. Von 1899 bis 1905 studierte er Musikwissenschaft und Musikgeschichte an der Universität Berlin u. a. bei Carl Stumpf. Er wurde 1905 mit einer Arbeit über Die Mensuraltheorie des Franchinus Gaffurius promoviert und war zwischen 1906 und 1909 Direktor des musikhistorischen Heyer-Museums, damals in Köln, Worringerstrasse. Von 1909 bis 1912 wirkte Praetorius als Korrepetitor und Kapellmeister an der Oper Köln. 1912 und 1913 war er Kapellmeister am Schauspielhaus Bochum, 1913 und 1914 am Neuen Theater Leipzig und am Stadttheater Breslau. Danach arbeitete er für ein Jahr am Theater Lübeck, um von 1915 bis 1922 erneut am Stadttheater Breslau zu wirken. Von 1922 bis 1924 war er Kapellmeister an der Großen Volksoper und an der Staatsoper Unter den Linden in Berlin. 1924 wurde er Generalmusikdirektor des Deutschen Nationaltheaters Weimar.
Während Publikum und Fachkreise Praetorius schätzten, griffen Rechtsradikale ihn heftig an. Der Grund lag vor allem in seinem Einsatz für die zeitgenössische Musik. Nachdem Praetorius 1928 Ernst Kreneks Jonny spielt auf zur Aufführung gebracht hatte, erschienen in der Weimarer Zeitung „Der Nationalsozialist“/ eine Reihe von Hetzartikeln gegen Praetorius. 1930 versuchte die NSDAP, jetzt erstmals in der thüringischen Landesregierung vertreten, ihn zu entlassen. Der Beirat des Nationaltheaters sprach sich jedoch für den Verbleib seines Generalmusikdirektors aus.
Nach der Machtergreifung der Nationalsozialisten wurde Praetorius mit Wirkung zum 31. August 1933 entlassen. Einer der Gründe war sein Dirigat der Oper Cardillac von Paul Hindemith. Außerdem war er mit der Jüdin Dr. Käthe Ruhemann (13. Januar 1891 in Berlin – 1981 in Ankara, Türkei, Kinderärztin, in 1. Ehe verheiratet mit Dr. Bruno Baruch Goldstein, daraus 3 Kinder) verheiratet. Unter diesem politischen Druck ließen sich die beiden 1935 de jure scheiden, sie lebten jedoch weiterhin zusammen. Die Berliner Opernhäuser verweigerten dem nun erwerbslosen Praetorius ein Engagement, mit der Folge, dass er als Taxifahrer arbeitete.

### Exil in der Türkei
Praetorius erhielt daraufhin durch Vermittlung Hindemiths ein Angebot aus der Türkei. Dieser war Berater beim Aufbau des türkischen Musikwesens und hatte so die Möglichkeit, zahlreiche durch die Deutschen Verfolgte des Kulturbetriebs in die Türkei zu vermitteln, darunter den Regisseur Carl Ebert, den Pädagogen Eduard Zuckmayer, den Geiger Licco Amar und den Pianisten Georg Markowitz. Sie alle wirkten nunmehr am Aufbau des Staatlichen Konservatoriums in Ankara mit. Praetorius wurde am 28. September 1935 zum Dirigenten des Sinfonieorchesters in Ankara berufen, außerdem leitete er das Kammermusik-Ensemble am Konservatorium und unterrichtete im Fach Fagott.
Ernst Praetorius war mit seinen zahlreichen Konzerten im Musikleben Ankaras sehr bekannt. Er versuchte, die Reformen Hindemiths auch nach dessen Weiterreise in die USA fortzuführen und stand weiter in Kontakt mit ihm. Er hatte nennenswerte Differenzen mit Carl Ebert, mit dem er als Leiter der Theater- und Opernabteilung zusammenarbeitete. Er kritisierte die Lehrmethoden Eberts und zweifelte auch dessen künstlerische Fähigkeiten an.
1937 hielt sich Praetorius das letzte Mal in Deutschland auf und unternahm von Juli bis September als Dirigent eine Konzertreise nach Stuttgart, Königsberg und Berlin. Wiederholt versuchte er, deutsche Virtuosen in die Türkei zu verpflichten. So konzertierte er 1943 und 1944 gemeinsam mit Wilhelm Kempff und Walter Gieseking in Ankara – die Türkei war noch neutral im Weltkrieg. In dieser Zeit begann Praetorius auch mit dem künstlerischen Aufbau eines Konservatoriumsorchesters, das in der Folge mit zahlreichen Konzerten Erfolg hatte. Praetorius bemühte sich stets, die türkische Kultur in seine Aufführungen einzubeziehen. Neben Werken der europäischen Klassik brachte er nach Möglichkeit auch Werke zeitgenössischer türkischer Komponisten, wie Ulvi Cemâl Erkin, zur Aufführung.
Durch Kontakte zur Deutschen Botschaft in Ankara konnte Praetorius seine geschiedene Frau im Jahr 1936 zu sich nachreisen lassen. 1940 holte er mit Erlaubnis des Staatspräsidenten Ismet Inönü auch seine Schwiegermutter in die Türkei.
Seit Beginn des Zweiten Weltkrieges betrieben die Deutschen gezielt die Ausbürgerung von Emigranten in der Türkei. 1941 beantragte die NSDAP, Praetorius die deutsche Staatsangehörigkeit abzuerkennen, da er noch mit seiner jüdischen Frau zusammenlebe und „Präsident eines Vereins zur Unterstützung der jüdischen Emigranten“ sei. Aufgrund seiner herausragenden Stellung an der Spitze des von Staatspräsident Mustafa Kemal Atatürk gegründeten Sinfonieorchesters in Ankara sah man letztlich von der Ausbürgerung ab. Der Deutsche Botschafter in Ankara, Franz von Papen, fürchtete „peinlichstes Aufsehen“. Dank Praetorius’ außerordentlichem Ansehen blieben er und seine Familie sogar von der Internierung in Anatolien verschont, die nach dem Kriegseintritt der Türkei 1944 alle anderen deutschen Flüchtlinge als Feindstaatler traf.
Praetorius starb 1946 nach kurzer, schwerer Krankheit. Unter großer Anteilnahme wurde er in Ankara im Cebeci Asri Mezarlığı bestattet. Seine Frau Käthe Praetorius blieb bis zu ihrem Lebensende in Ankara. Sie leitete seit 1946 für zwei Jahrzehnte eine Ambulanz der Britischen Botschaft. Zusätzlich war sie seit der Konstituierung der Deutschen Botschaft in Ankara deren Vertrauensärztin.